# 卡罗达诺
卡罗达诺（義大利語：Carrodano），是意大利拉斯佩齐亚省的一个市镇。总面积20.97平方公里，人口536人，人口密度25.6人/平方公里（2009年）。ISTAT代码为011010。